# イェラルド・ドゥ・イェール
イェラルド・ドゥ・イェール（Gerard Jacob De Geer、1858年10月2日 - 1943年7月23日）は、スウェーデンの地質学者である。第四紀の地質学、地形学、地質年代学 (geochronology) の分野に貢献した。年輪のような縞模様を持つ、ヴァーブ（varve、氷縞粘土）を発見したことで知られる。

## 経歴
ストックホルムに生まれた。17世紀にスウェーデンに移住したオランダの貴族の家系で、有名な工業経営者や政治家を輩出した。父親と兄はスウェーデンの首相を務め、イェラルド・ドゥ・イェールも1900年から1905年の間、国会議員を務めた。1879年にウプサラ大学を卒業し、その前年からスウェーデン地質調査所 (Swedish Geological Survey) に所属し、第四紀の地層とスウェーデン南部の地質形成の研究を行った。
1878年のフィールドワークの間に最終氷期の氷河湖の後の地層に、木材の年齢に似た層状の堆積に気づいた。この地質をスウェーデン語で層などを示すヴァーブと呼び、1882年に報告し、1884年にスウェーデン地質学会で発表した。1910年にストックホルムで開かれた国際会議で講演し、世界的に知られることになった。一年毎に堆積する層をヴァーブと定義し、地質年代学という用語を提案した。
1897年にストックホルム大学の教授となり、1902年から1910年の間は学長を務めた。多くの学生と西部スウェーデンのヴァーブの縞を比較し、後期氷河期の氷河の後退の年代を調べ上げた。フィンランドのマッティ・サウラモ (Matti Sauramo) などスウェーデン以外の地質学者もヴァーブを調べて、氷河の後退の年代を調べた。
ドゥ・イェールはヴァーブが太陽活動の変化による氷河の融解の変化によると信じ、気候の変化を記録すると考えた。ヴァーブの厚さの変化の時系列変化が氷河時代の原因を解明できることを期待した。1915年にスウェーデン、フィンランド、ノルウェーのヴァーブを比較し、その後ドゥ・イェールや共同研究者は世界各地のヴァーブの調査をおこなった。1920年に北アメリカへ Ernst Antevs と Ragnar Liden とともに訪れ、Erik Norin は1924年にヒマラヤを調査し、Carl Caldenius は南アフリカとニュージーランドを訪れた。各地のヴァーブの研究結果はヴァーブの変化が共通でないことを示した。ヴァーブの研究結果はその後の放射年代測定の校正に用いられている。
1924年にストックホルム大学の教職を引退職し、ストックホルム大学の地球年代学研究所の所長となった。
1930年に、王立協会の外国人会員に選ばれた。

## 受賞歴
- 1920年: ウォラストン・メダル（ロンドン地質学会）[2]

## 著書
- Geochronologia Suecica Principles（1940年）